# 5015 Litke
5015 Litke este un asteroid din centura principală de asteroizi.

## Descriere
5015 Litke este un asteroid din centura principală de asteroizi. A fost descoperit pe 1 noiembrie 1975 la Observatorul de Astrofizică din Crimeea de Tamara Smirnova. El prezintă o orbită caracterizată de o semiaxă mare de 2,18 ua, o excentricitate de 0,12 și o înclinație de 3,4° în raport cu ecliptica.